# Conférence des évêques catholiques de Zambie
La Conférence des évêques catholiques de Zambie (en anglais : Zambia Episcopal Conference) est une conférence épiscopale de l’Église catholique qui rassemble les ordinaires de la hiérarchie catholique de la Zambie.
La conférence est membre de l’Association des conférences épiscopales membres d’Afrique de l’Est, (Association of Member Episcopal Conferences in Eastern Africa, AMECEA), et de fait du Symposium des conférences épiscopales d’Afrique et de Madagascar, (SCEAM ou SECAM). Son président est après 2022 Ignatius Chama (fi).

## Membres

### Présidents
Le président de la conférence est en 2023 Ignatius Chama (fi), archevêque de Kasama, depuis le 4 mai 2021, occupant ce poste pour la seconde fois.
Il y a précédemment eu :
- Adam Kozłowiecki, archevêque de Lusaka, de 1966 à 1969 ;
- James Corboy (en), évêque de Monze (it), de 1969 à 1972 ;
- Medardo Joseph Mazombwe, évêque de Chipata (en), de 1972 à 1975, une première fois ;
- Elias White Mutale (fi), archevêque de Kasama, de 1975 à 1977 ;
- Dennis Harold De Jong (de), évêque de Ndola (it), de 1977 à 1984, une première fois ;
- James Mwewa Spaita, évêque de Mansa (it), de 1984 à 1988 ;
- Medardo Joseph Mazombwe à nouveau, toujours évêque de Chipata (en), de 1988 à 1990 ;
- Dennis Harold De Jong (de) à nouveau, toujours évêque de Ndola (en), de 1990 à 1993 ;
- Telesphore George Mpundu (fi), évêque de Mpika (en), de 1993 à 1999, une première fois ;
- Medardo Joseph Mazombwe une dernière fois, devenu archevêque de Lusaka, de 1999 à 2002 ;
- Telesphore George Mpundu (fi) à nouveau, encore évêque de Mpika (en) puis archevêque coadjuteur puis titulaire de Lusaka, de 2002 à 2008 ;
- George Cosmas Zumaire Lungu (fi), évêque de Chipata (en), de 2008 à 2013, une première fois ;
- Ignatius Chama (fi), archevêque de Kasama, de 2013 à juillet 2014, une première fois ;
- Telesphore George Mpundu (fi) une dernière fois, toujours archevêque de Lusaka, de juillet 2014 au 30 janvier 2018 ;
- George Cosmas Zumaire Lungu (fi) à nouveau, toujours évêque de Chipata (it), du 12 avril 2018[pourquoi ?] au 4 mai 2021.

### Vice-présidents
Le vice-président de la conférence est en 2023 Charles Joseph Sampa Kasonde (it), évêque de Solwezi (it) et président de l’Association des conférences épiscopales membres d’Afrique de l’Est, depuis le 4 mai 2021.

### Secrétaires généraux
Le secrétaire général de la conférence est en 2023 le frère Francis Katongo Mukosa.

## Sanctuaire
La conférence n’a pas, en 2023, désigné de sanctuaire national.